# .pn
.pnは国別コードトップレベルドメイン（ccTLD）の一つで、イギリスの海外領土・ピトケアン諸島に割り当てられている。
2000年に、島民Tom Christianと島政府の間で、トップレベルドメインを巡って争いが行われた。ICANNによって裁定が下され、Island Councilに再び代表権が与えられることになった。
正式な.pnドメインの登録には年間100ドルが必要である。